# Oxyde de chrome(II)
Pour les articles homonymes, voir Oxyde de chrome.
L'oxyde de chrome(II) est un composé chimique de formule CrO. C'est un solide noir qui cristallise dans une maille cubique de type halite.